# Franz Xaver Schönwerth

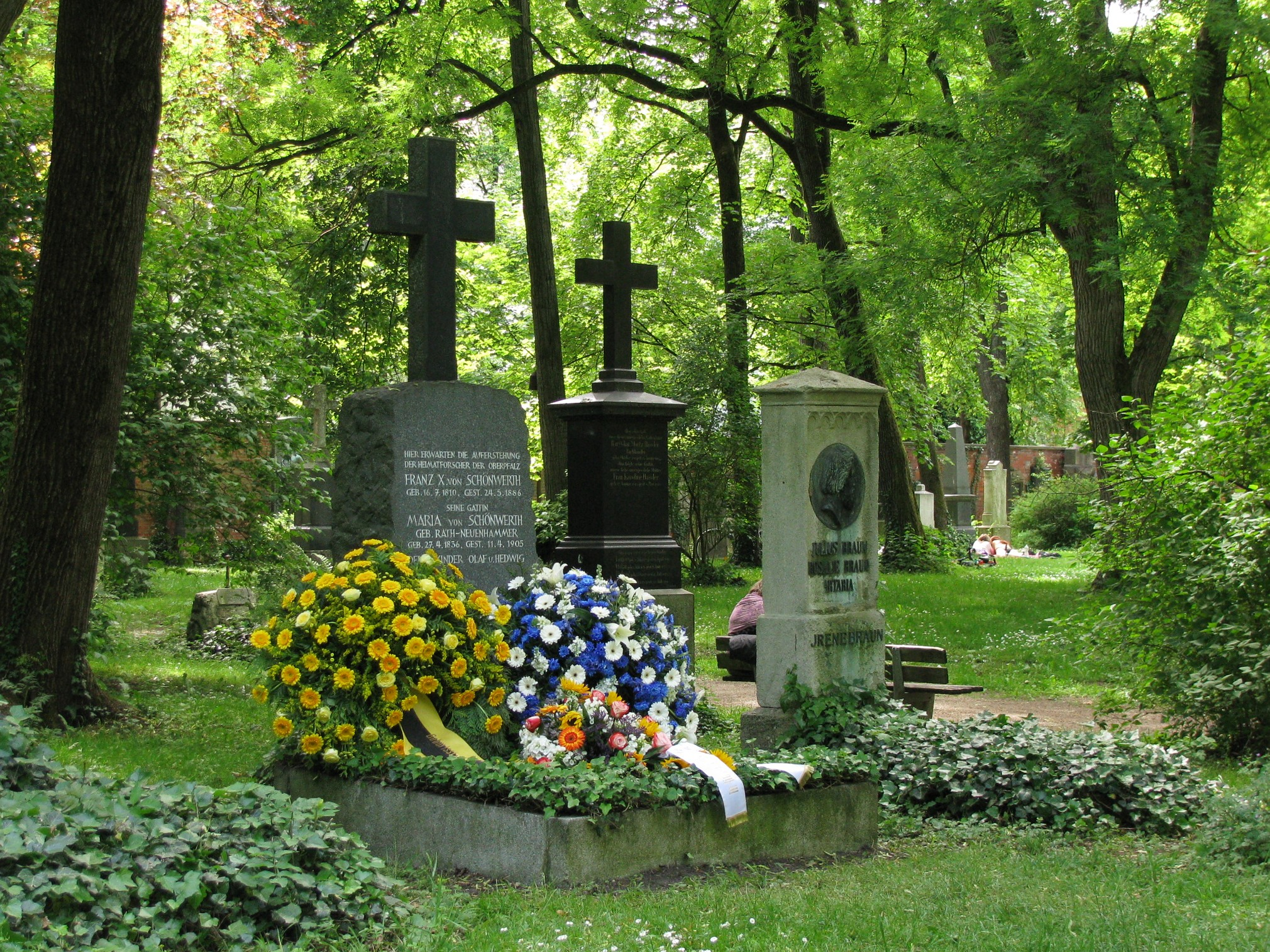
La tumba de Franz Xaver Schönwerth.

Franz Xaver Schönwerth, desde 1859 Franz Xaver von Schönwerth (Amberg, Baviera, 16 de julio de 1810 - Múnich, 24 de mayo de 1886), es tal vez el folklorista más importante del Alto Palatinado, en Alemania.

## Biografía
Primogénito del profesor Joseph Schönwerth. Desde 1832 estudió Derecho en Múnich. Tras unos años como consejero legal, en 1840 obtuvo un puesto permanente en el Gobierno de la Alta Baviera y desde 1845 en adelante fue secretario privado del príncipe heredero Maximiliano y, tras su ascensión al trono en 1848, su jefe de gabinete. En 1851 se convirtió en director ejecutivo. En 1852 se incorporó al Ministerio de Finanzas de Baviera como consejero y fue ennoblecido en 1859.
Schönwerth investigó entre 1852 y 1886 la vida de la población del Alto Palatinado y registró sus observaciones en numerosos manuscritos, muchos aún sin publicar. Entre 1857 y 1859 publicó una obra en tres volúmenes, Aus der Oberpfalz – Sitten und Sagen −Desde el Alto Palatinado. Costumbres y leyendas–. Allí registró, sobre todo, cuentos de hadas, de los que nos ha conservado quinientos, cuentos cómicos, juegos infantiles, coplas, canciones y proverbios. También estudió la vida rural de la casa y el hogar, las costumbres y los trajes.
Se considera que el legado de Schönwerth es revolucionario y compite con la obra de los hermanos Grimm.

## Obras
- Aus der Oberpfalz. Primera impresión: Verlag Rieger, Augsburgo, 1857–1859.
- "Franz Xaver von Schönwerth: Roßzwifl und andere Märchen", editado por Erika Eichenseer, Morsbach, 2010.

## Películas
- Schönwerths Oberpfalz – Sagengelichter. Sander-Film, Amberg/Don Bosco, Múnich 2007, ISBN 978-3-7698-1634-1.
- Grüße an Herrn Wiesawittl. DVD, Sander-Film, Amberg, Hofa-Media, 2010, ISBN 978-3-00-031932-7.